# Antoni Tymiński
Antoni Tymiński herbu Nałęcz pan na Jasieniu i Olechowcu – stolnik sandomierski w 1766 roku, podczaszy sandomierski w latach 1756–1766, miecznik radomski w latach 1746–1756, skarbnik stężycki w latach 1740–1746, podstarości i sędzia grodzki stężycki w 1764 roku.

## Życiorys
Był posłem z województwa sandomierskiego na sejm 1744 roku i na sejm konwokacyjny (1764). Był członkiem konfederacji generalnej 1764 roku. W 1764 roku wyznaczony przez konfederację do lustracji dóbr królewskich i innych dóbr w powiatach sandomierskim, wiślickim i pilzneńskim województwa sandomierskiego. W 1764 roku był elektorem  Stanisława Augusta Poniatowskiego z województwa sandomierskiego.